# Sierosławice (województwo małopolskie)
Sierosławice (też: Sierosławice nad Wisłą) – wieś w Polsce położona w województwie małopolskim, w powiecie proszowickim, w gminie Nowe Brzesko, przy drodze krajowej nr 79.
Wieś królewska, położona była w drugiej połowie XVI wieku w powiecie proszowskim województwa krakowskiego, jej tenutariuszem w 1595 roku był Jacek Młodziejowski, podskarbi nadworny. W latach 1975–1998 miejscowość położona była w województwie krakowskim.
Wieś i folwark w Sierosławicach były od początku własnością rycerską (szlachecką) – rodu Sierosławskich h. Łodzia. Po raz pierwszy Sierosławice wymienione są w dokumencie z połowy XIII wieku (jako Siroslawicze), potem w kilku dokumentach z XIV w. (jako Zeroslawicce, Zeroslaviccze, w 1490 – Syroslawycze, w 1529 – Schiroslawycze).
W połowie XVI wieku Sierosławice stały się jedynym na ziemi brzeskiej ośrodkiem reformacji. Wówczas właściciele dworu i większość ludności zmieniła wyznanie na luterańskie. Przy dworze funkcjonował mały zbór (kaplica), niezachowany do dzisiejszego dnia.
We wsi istniały również inne budowle, m.in. duży murowany spichlerz z XVI w., zabudowania folwarczne z XVIII w., browar, gorzelnia i budynki królewskiej komory celnej. Do dziś ocalał jedynie niewielki budynek celny zwany "komendą" oraz fragmenty dworskiego parku.
Onegdaj we wsi istniała drogowa przeprawa promowa do prawobrzeżnych Świniar.
Przed I wojną światową Aniela Zdanowska założyła we wsi koło gospodyń wiejskich.